# 三島塚原インターチェンジ
三島塚原インターチェンジ（みしまつかはらインターチェンジ）は、静岡県三島市塚原新田にある伊豆縦貫自動車道（東駿河湾環状道路）のダイヤモンド型のインターチェンジである。東駿河湾環状道路は無料で通行できるため、料金所は設置されていない。

## 接続する道路
- 国道1号（塚原バイパス）

## 歴史
- 1987年10月2日 : 岡宮IC（現・沼津岡宮IC） - 玉沢IC（現・三島玉沢IC）間の都市計画決定
- 1989年度 : 加茂IC（現・三島加茂IC） - 玉沢IC（現・三島玉沢IC）間事業化
- 1989年度 : 用地買収着手
- 1995年度 : 着工
- 2009年7月27日 : 沼津岡宮IC - 三島塚原IC間開通に伴い沼津方面供用開始
- 2014年2月11日 : 三島塚原IC - 大場・函南IC - 函南塚本IC間開通に伴い下田方面供用開始[2]

## 周辺施設
- 三島東海病院
- 伊豆フルーツパーク（ドライブイン・観光農園） - 2013年1月19日開業[3]
- 地方卸売市場三島青果 - 2012年11月24日に三島駅付近の場所から当IC付近へ移転[4]
- 箱根西麓・三島大吊橋（三島スカイウォーク） 日本で最も長い歩行者専用の吊り橋 - 2015年12月14日開業[5]

## 隣
E70 伊豆縦貫自動車道（東駿河湾環状道路）
(5)三島加茂IC - (6)三島塚原IC - (7)三島玉沢IC